# Лейдитрон
„Лейдитрон“ (на английски: Ladytron) е електронна група, сформирана в Ливърпул, Англия. Вземат името си от песента „Ladytron“ на Рокси Мюзик. Членовете на групата са Хелън Марни, Мира Аройо, Даниъл Хънт и Рубен Ву.
Лейдитрон смесват елементи от различни жанрове на електронната музика и съчетават поп и ретро звук, с уклон към експеримента. На изпълненията си на живо групата ползва китари и барабани, наред със синтезатори и други електронни инструменти. За разлика от много от колегите си, Лейдитрон избягват да включват семплиране в концертите си.
Текстовете на групата, които пишат Рубен и Мира, биват определяни като мрачни и неясни, често включват отрязъци от ежедневна реч, а нерядко са и на български език.
Първият сингъл на Лейдитрон „He Took Her To A Movie“ е изпят от певицата на Techno Squirrels, Лиза Ериксон, но в целия останал материал от дебютния албум „604“ (2001) пеят настоящите вокалистки на групата, Аройо и Марни. Следват студийните албуми „Light & Magic“ (2002) и „Witching Hour“ (2005).
Песните „Fighting In Built Up Areas“ и ремикса на „Sugar“ влизат в саундтрака на електронната игра „Need For Speed: Carbon“, а сингълът „Destroy Everything You Touch“ се появява в електронната футболна игра посветена на световното през 2006 г – FIFA 2006.
До този момент Лейдитрон са имали два концерта в България: на 17 май 2003 г. в София и на 22 юли 2006 г. в Слънчев бряг.
Лейдитрон издават четвъртия си студиен албум „Velocifero“ на 3 юни 2008 година, който бива последван от „Gravity the Seducer“ на 12 септември 2011 г.

## Дискография

### Албуми
- 1999 – „Miss Black And Her Friends“ (EP)
- 2001 – „604“ (студиен албум)
- 2002 – „Light & Magic“ (студиен албум)
- 2003 – „Softcore Jukebox“ (компилация)
- 2005 – „Witching Hour“ (студиен албум)
- 2006 – „Extended Play“ (компилация)
- 2008 – „Velocifero“ (студиен албум)
- 2011 – „Gravity the Seducer“ (студиен албум)

### Сингли
- 1999 „He Took Her to a Movie“
- 2000 „Commodore Rock“ 12"/CD 5"
- 2000 „Mu-Tron“ EP
- 2001 „The Way That I Found You“
- 2001 „Playgirl Remixes“
- 2002 „Seventeen“ #68 UK
- 2003 „Blue Jeans“ #43 UK
- 2003 „Evil“ #44 UK
- 2005 „Sugar“ #45 UK
- 2005 „Destroy Everything You Touch“ #42 UK
- 2006 „International Dateline“
- 2008 „Ghosts“
- 2008 „Runaway“
- 2009 „Tomorrow“
- 2011 „Ace of Hz“
- 2011 „ALittle Black Angel“